# Traseric
Traseric (en llatí: Trasericus) va ser un rei gèpida dels segles V i VI. Era fill del rei Trapstila i va governar els gèpides de Sírmium. A inicis del segle VI es va aliar amb Gunderit, un altre líder gèpid, contra el creixent poder ostrogot. Cap a l'any 504, Teodoric I, va enviar contra ell el seu general Pítzies i Traseric es va veure obligat a fugir. Com conseqüència, Sírmium i els seus territoris veïns van ser conquerits i la seva mare va ser capturada.